# 布萊恩·雷諾茲
布萊恩·派翠克·雷諾茲（英語：Bryan Patrick Reynolds，1996年3月7日—），為美國職棒大聯盟的外野手，目前效力於匹茲堡海盜。他在2016年美國職棒大聯盟選秀第59順位被巨人選走，並在2018年被交易到海盜。他在2019年登上大聯盟，2021年入選明星賽。

## 職業生涯

### 舊金山巨人
巨人在2016年大聯盟選秀第二輪選進雷諾茲。該年他在小聯盟的打擊率為3成13，隔年的打擊率為3成12，並成功入選未來之星明星賽。

### 匹茲堡海盜
2018年1月15日，巨人將雷諾茲和Kyle Crick交易到海盜，換來安德魯·麥卡琴和現金。他開季從2A出發，中間動了手術休息了快兩個月，並在5月底復出。2019年，雷諾茲升上3A。
4月20日，雷諾茲登上大聯盟，並在初登場敲出大聯盟首安。4月30日，雷諾茲擊出大聯盟首轟。最後他在國聯新人王票選上拿下第四名。
2020年，雷諾茲的打擊率僅1成89，並敲出7轟與19分打點。2021年，他和亞當·弗雷澤是球隊唯二入選明星賽的選手。整季他的打擊率為3成02，並敲出24轟與90分打點。他敲出8支三壘安打也是大聯盟最多。
2022年4月14日，雷諾茲和海盜簽下2年1,350萬美元的延長合約。

## 個人生活
雷諾茲是一名基督徒。他的長子在2020年8月出生，目前他們一家定居在納許維爾。

## 外部連結
- 球員資訊和成績在MLB ，ESPN ，Retrosheet ，Baseball Reference ，Baseball Reference (Minors) ，Fangraphs ，The Baseball Cube （英文）